# Клюшкин, Алексей Александрович
Алексей Александрович Клюшкин (21 октября 1913, Грузино, Российская империя — 4 января 1945, Балтийское море) — советский военачальник, капитан 3-го ранга, командир подводной лодки С-4.

## Биография
Родился 21 октября 1913 года в селе Грузино Новгородской губерни (ныне — Чудовский район Новгородской области) в семье кузнеца.
Окончил начальную школу, затем учился в школе ФЗУ при спичечной фабрике имени Ленина.
В 1933 году поступил в Высшее военно-морское училище имени Фрунзе в Ленинграде, которое закончил в 1937 году. С февраля 1938 по декабрь 1939 служил штурманом на лодке «Л-14» Тихоокеанского флота. В 1940 году окончил Специальные курсы командного состава Учебного отряда подводного плавания им. Кирова. С сентябрЯ 1940 по октябрь 1941 Клюшкин был помощником командира лодки «Л-8». На этой должности Клюшки и узнал о начале войны. В октябре 1941 был назначен на должность командира лодки «М-18». С началом войны Клюшкин отправлял рапорты руководству флота об отправке его на войну, но получал отказ. После того как узнал что в первую блокадную зиму в Ленинграде погибла его мать то буквально забросал начальство рапортам с просьбой отправить его на войну и наконец его просьба была удовлетворена. В июне 1943 Клюшкин уехал в Ленинград.
С прибытием в Ленинград командование КБФ назначило его командиром малой подводной лодки М-79. Действовал на Ладожском озере совершил пять походов. За успешные действия на Ладоге Клюшкин был награждён орденом Отечественной войны 2-й степени.
В марте 1944 Клюшкин был назначен на должность командира лодки «С-4». До октября 1944 занимался боевой подготовкой. 4 октября вышел в боевой поход, который длился 19 суток и 240 часов в ходе которого были совершены пять торпедных атак, были потоплены траулер «Таунус» (218 брт) и танкер «Терра» (1.533 брт). Иногда историки вместо траулера указывают танкер «Талатта» (3.145 брт), но он пережил войну, после чего был отдан Великобритании в рамках выплаты репараций, и, следовательно, не был потоплен «С-4».
За проявленное боевое мастерство Клюшкин был награжден орденом Нахимова II степени и представлен к званию капитана 3 ранга.
24 ноября 1944 года Клюшкин вышел в свой очередной боевой поход. 14 декабря в 13 милях западнее маяка Акменрагс субмарина атаковала конвой и по докладу командира повредила транспорт из его состава. Возможно, был атакован минный заградитель «Амерланд». До конца месяца в атаки подводная лодка больше не выходила, зато сама несколько раз становилась целью для германских «U-ботов». Вечером 1 января 1945 года «С-4» в последний раз вышла в эфир. Командир субмарины докладывал, что результатом патрулирования подводной лодки стала гибель одного судна противника, и она продолжает действия. По немецкой версии 4 января 1945 года немецкий миноносец Т-33 протаранил и потопил подводную лодку типа «С» удар пришелся непосредственно за рубкой в районе с координатами 55°01′05″ с. ш. 19°40′00″ в. д.. Лишь после обнаружения места гибели С-4 эта версия подтвердилась. Звание Капитан 3 ранга Клюшкину было присвоено посмертно.

## Личная жизнь
Был женат, растил сына.